# Зенон (Ковалик)
Отець Зенон Ковалик ЧНІ (Ковалик Зеновій Григорович, 18 серпня 1903, Івачів Горішній, нині Тернопільського району — 1941, Львів) — священник-редемпторист, блаженний священномученик УГКЦ.

## Життєпис
Народився 18 серпня 1903 року с. Івачів Горішній (Тернопільський повіт, Королівство Галичини та Володимирії, Австро-Угорщина, нині Тернопільського району, Тернопільська область, Україна).
Навчався в учительській семінарії Тернополя. Перед вступом до монастиря був учителем молодших класів у сільській школі Івачева Горішнього.
Вступив до Згромадження оо. Редемптористів, де 28 серпня 1926 р. склав монаші обіти. Філософські та богословські студії здобув у Бельгії. Після повернення 9 серпня 1932 р. рукоположений на священника. Першу Службу Божу відправив 4 вересня того року в рідному Івачеві, про що на пам'ятному образкові написав такі слова:
«О Ісусе, прийми мене зі св. Жертвою Твого св. Тіла й Крови. Прийми її за св. Церков, за моє Згромадження та мою Вітчизну».
Після свячень працював з Миколаєм Чарнецьким на Волині.
По кількох роках праці на Волині о. Зенон оселився у Станіславові (теперішньому Івано-Франківську), де проводив місії в містах і селах. Перед радянською окупацією в 1939 р. о. Зенон переїхав до Львова, де замешкав у монастирі Редемптористів на вулиці Зиблікевича (нині Івана Франка), виконуючи обов'язки економа монастиря.
Остання велика проповідь о. Зенона відбулася в Тернополі 28 серпня 1940 року на храмове свято Успіння Пресвятої Богородиці. Тоді о. Зенона слухало близько десяти тисяч вірних, що зібралися на храмовий празник. Вночі з 20 на 21 грудня 1940 року до монастиря прийшли агенти НКВД, щоб заарештувати його за проповіді, які саме в ті дні він виголошував у церкві при монастирі на вул. Зиблікевича під час дев'ятниці на честь Непорочного Зачаття.
У 1941 р. був розп'ятий на стіні тюремного коридору по вул. Замарстинівській (Бригідках).

## Беатифікація
Беатифікаційний процес проходив у 2001 році.
2 березня завершився на єпархіяльному рівні й справу передано до Ватикану.
6 квітня богословська комісія ствердила достовірність мучеництва о. Ковалика.
23 квітня факт мучеництва підтвердили збори кардиналів.
24 квітня папа Іван Павло ІІ підписав декрет про беатифікацію о. Зенона Ковалика як блаженного мученика за Христову Віру.
Обряд беатифікації відбувся 27 червня у м. Львові під час Святої Літургії у візантійському обряді за участі Івана Павла ІІ.

## Пам'ять
На фасаді церкви Воскресіння Господнього УГКЦ у Івачеві Горішньому встановлена таблиця (2003 р.). Художник Ігор Зілінко виконав портрет-ікону о. Зенона Ковалика, яку зберігають в церкві Івачева Горішнього.

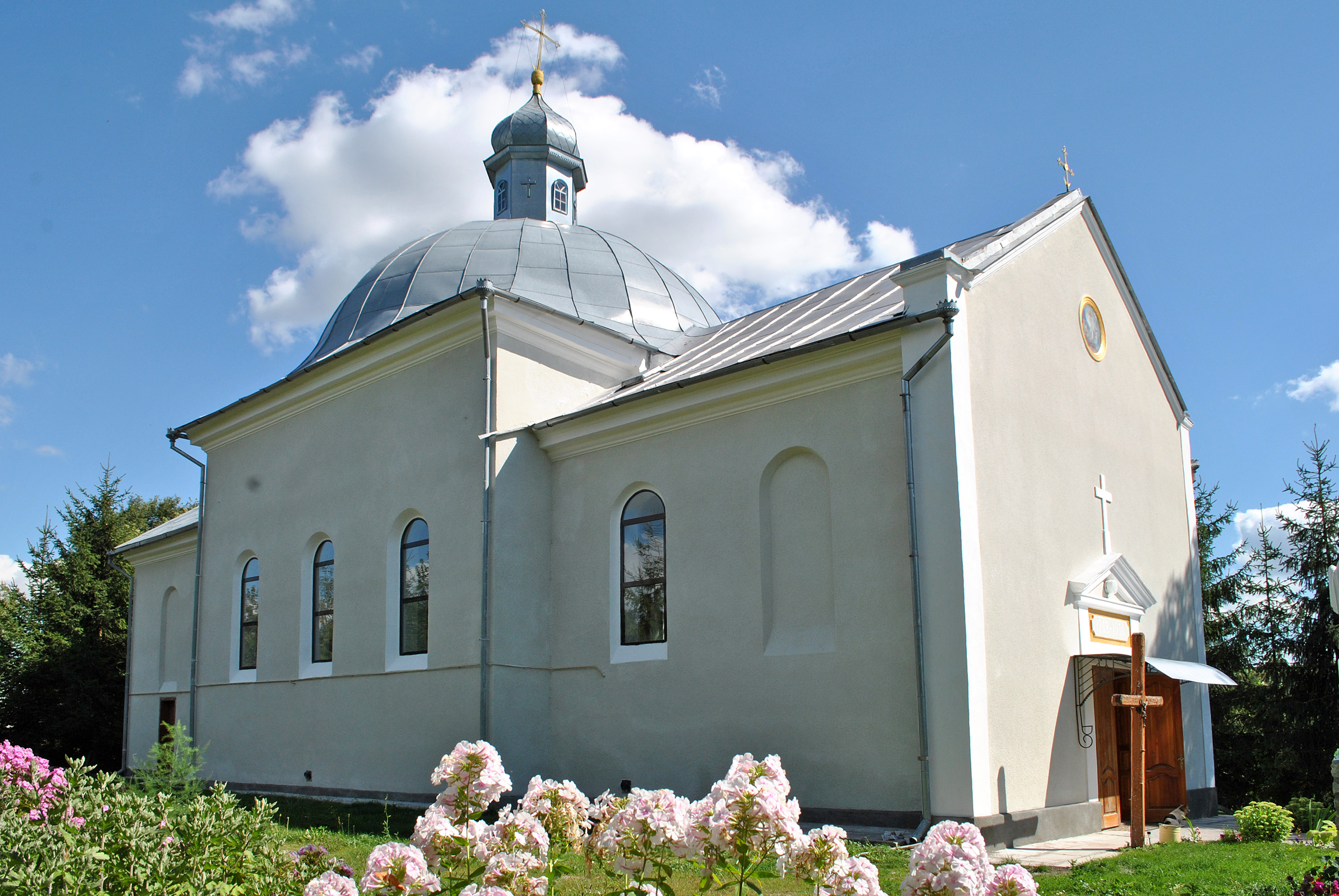
Церква Воскресіння Господнього УГКЦ у Івачеві Горішньому

## Джерело
- о. Глубіш О., Головин Б., о. Шаварин М. Ковалик Зеновій Григорович // Тернопільський енциклопедичний словник : у 4 т. / редкол.: Г. Яворський та ін. — Тернопіль : Видавничо-поліграфічний комбінат «Збруч», 2005. — Т. 2 : К — О. — С. 107. — ISBN 966-528-199-2.
- "За святу Церков та мою Вітчизну..." [Текст] : на парафії с. Івачів Горішній Терноп. р-ну відбулося урочисте відзначення 117-ї річниці від дня народж. блаженного З. Ковалика / О. Глубіш // Сільський господар плюс Тернопільщина. — 2020. — № 37 (16 верес.). — С. 7 : фот.
- "Якщо така Божа воля, я радо прийму і смерть". Блаженний священномученик Зенон Ковалик, редемпторист [Текст] / Р. Піх. — Львів : КнигоВир, 2021. — 264 с. : іл. — (Місіонери Великого Відкуплення ; кн. 6).